# Vimmerby Hockey
Vimmerby Hockey ist ein 1993 gegründeter schwedischer Eishockeyklub aus Vimmerby. 

## Geschichte
Vimmerby Hockey wurde 1993 gegründet. Der Mannschaft gelang in der Saison 2010/11 der Aufstieg in die drittklassige Division 1. In dieser belegte das Team in der Saison 2011/12 den sechsten Platz der Zwischenrunde, der AllEttan. Seither spielt die Mannschaft in der inzwischen Hockeyettan genannten dritten Ligenstufe.